# Alpha 800
Le Alpha 800 est un drone hélicoptère de type drone de surveillance et un drone de reconnaissance tactique développé par le constructeur aéronautique espagnol Alpha Unmanned Systems. Sa mission principale est la surveillance, mais il peut également être utilisé comme drone de transport. Sa version améliorée et carénée est le Alpha 900, déjà en service dans la marine grecque.

## Spécifications
- autonomie=2h30[4]
- portée=30km
- poids utile=14 kg
- type moteur=essence

## Opérateurs militaires
- Espagne: 2 exemplaires commandés en 2018 en tant que drone de reconnaissance et drone de surveillance tactique et accessoirement comme drone de transport[4].